# Зинчук, Юрий Юрьевич
Ю́рий Ю́рьевич Зинчу́к (25 октября 1967 года, Ленинград) — российский журналист и телеведущий, до декабря 2011 года — генеральный директор телеканала «Санкт-Петербург». С ноября 2012 года — заместитель директора телеканала «Санкт-Петербург».

## Биография
Родился 25 октября 1967 года. Окончил ЛГУ, факультет журналистики.
На телевидении работает с 1991 года. В 1991—1993 годах был корреспондентом информационной программы «Факт» на Ленинградском телевидении. Затем работал в «Информ-ТВ» на ГТРК «Петербург — Пятый канал». В 1993 году работал стрингером западного телевизионного агентства APTN. Ездил в командировки в Чечню — в первую и вторую чеченские кампании, в Таджикистан. Участвовал в крупных документальных проектах западных телекомпаний, посвящённых России ельцинской эпохи.
В ноябре 1997 года переходит на работу в телекомпанию НТВ. В 1997—2006 годах — корреспондент Службы информации НТВ. Работал для информационных телепрограмм «Сегодня», «Намедни» и «Итоги».
С 1998 по 2008 год — генеральный директор телеканала НТВ-Петербург. До 2008 года — ведущий программы «Сегодня в Санкт-Петербурге». Автор и ведущий документального фильма «Санкт-Петербург. Вид на место жительства» из цикла «Новейшая история». Он был показан на НТВ 24 мая 2003 года.
С июня 2008 по 1 сентября 2010 года — председатель Комитета по печати и взаимодействию со средствами массовой информации Санкт-Петербурга.
С 1 сентября 2010 по декабрь 2011 года — генеральный директор телеканала «Санкт-Петербург».
С февраля 2012 года — куратор и руководитель медиапроектов в региональном отделении предвыборного штаба кандидата в Президенты Российской Федерации Михаила Прохорова.
С марта по 7 ноября 2012 года — генеральный директор «РИА Новости в Санкт-Петербурге».
С 7 ноября 2012 года вернулся на телеканал «Санкт-Петербург». Является заместителем директора и ведущим программ «Партбюро» и «Пульс города» на телеканале «Санкт-Петербург».

## Семья и личная жизнь
Женат. Имеет двух дочерей.

## Награды
- медаль ордена «За заслуги перед Отечеством» I степени (2018)[22]

Указом президента РФ Путина № 815 от 27 июня 2007 года «за большой вклад в развитие отечественного телевидения и плодотворную работу» Зинчук был награждён медалью ордена «За заслуги перед Отечеством» II степени.
Другие награды:
- медаль "За подъём АПК «Курск» 2002
- медаль «В память 300-летия Санкт-Петербурга» 2003
- «Золотое перо». Победитель номинации «Лучшая информационная программа» — 2004, 2006, 2007.
- «Золотое перо». Победитель номинации «Лучший документальный фильм» 2003
- Премия Министерства Иностранных Дел РФ «Большая восьмёрка. Представительство стран восьми в России. Лучший документальный фильм» 2006
- медаль МО РФ «За укрепление боевого содружества» 2009
- награда Президента РФ — медаль «За вклад в проведение юбилейных мероприятий, посвящённых 65-летию Великой Победы» 2010
- победитель номинации «Лучший телеведущий». Национальная премия «Золотой луч 2014».
- победитель российской общенациональной индустриальной премии за высшие достижения в области телевидения «ТЭФИ-регион» в номинации «Лучшая информационно-аналитическая программа». Награда вручена за цикл программ «Пульс города» 2015 года. Телеканал «Санкт-Петербург».

## Ссылка
- О человеке
- Пресс-портрет
- Юрий Зинчук (недоступная ссылка)